# Lopharcha kinokuniana
Lopharcha kinokuniana es una especie de polilla de la familia Tortricidae. Se encuentra en Japón en la isla de Honshu.

## Descripción
La envergadura es de 11–15 mm. El color de fondo de las alas anteriores es marrón oscuro, recubierto de marrón y con estrígulas transversales metálicas enrojecidas (rayas finas). Las alas traseras son de color marrón grisáceo, pero basalmente blanquecinas.

## Alimentación
Las larvas se alimentan de Cinnamomum japonicum. Doblan las hojas de su planta huésped, construyendo una caja en forma de espada. Se alimentan de la parte superior de las superficies internas dentro de la caja.

## Etimología
El nombre de la especie se deriva del antiguo nombre de la localidad (Kinokuni), que en la actualidad es la prefectura de Wakayama Prefectura.